# ريتشارد ديفيز (ممثل ويلزي)
ريتشارد ديفيز (بالإنجليزية: Richard Davies)، وُلد باسم دينيس ولفريد ديفيز في 25 يناير 1926 وتوفي في 8 أكتوبر 2015، كان ممثلًا ويلزيًا عُرف بأدواره الكوميدية، ولا سيما تجسيده لشخصيات ويلزية نموذجية بلكنة محلية بارزة.

## حياته المهنية
بدأ ديفيز مسيرته الفنية في خمسينيات القرن العشرين، وشارك في العديد من الأعمال التلفزيونية والمسرحية والسينمائية البريطانية. لكنه اشتهر على نطاق واسع بدوره الكوميدي السيد برايس، المعلم العصبي في المسلسل الكوميدي البريطاني الشهير Please Sir!، الذي عُرض على قناة LWT خلال أواخر الستينيات وبداية السبعينيات.

## الأسلوب والتمثيل
تميّز ديفيز باستخدامه لهجة ويلزية عريضة في معظم أدواره، وكان يُجسّد بها شخصيات نمطية ويلزية في العديد من المسلسلات الكوميدية البريطانية، لكنه لم يكن محصورًا ضمن هذا النمط؛ فقد أدّى أيضًا أدوارًا متنوعة بلغات ولهجات أخرى، ما عكس قدرته التمثيلية الواسعة.

## وفاته
توفي ريتشارد ديفيز في 8 أكتوبر 2015 عن عمر ناهز 89 عامًا، في مقاطعة هامبشاير بإنجلترا.